# Rover 600
Rover 600 var en större sedanmodell som presenterades 1993. Modellen utvecklades i samarbete med Honda och byggde till stor del på teknik från Accordserien. Den ersatte Rover/Austin Montego och ersattes 1999 av Rover 75. Utrustningen på 600-serien var relativt god och priserna låga. För att särskilja modellen från Honda Accord hade den unika strålkastar- och baklyktearrangemang, liksom kromad grill och träinläggningar i instrumentpanelen för att knyta an till den engelska bilbyggartraditionen. Tre bensinmotorer på mellan 1,8 och 2,3 liter erbjöds, liksom en turbodieselversion (på vissa marknader) på 2,0 liters slagvolym.

## Motoralternativ
| Modell    | Årsmodell | Motor                   | Cylindervolym | Effekt | Vridmoment | Bränslesystem             |
| --------- | --------- | ----------------------- | ------------- | ------ | ---------- | ------------------------- |
| 618i      | 1997-1999 | 4-cyl radmotor DOHC 16V | 1850 cm³      | 115 hk | 150 Nm     | Bränsleinsprutning        |
| 620i      | 1994-1996 | 4-cyl radmotor DOHC 16V | 1997 cm³      | 115 hk | 172 Nm     | Bränsleinsprutning        |
| 620Si     | 1994-1999 | 4-cyl radmotor DOHC 16V | 1997 cm³      | 130 hk | 178 Nm     | Bränsleinsprutning        |
| 620ti     | 1995-1999 | 4-cyl radmotor DOHC 16V | 1994 cm³      | 200 hk | 240 Nm     | Bränsleinsprutning, turbo |
| 623Si     | 1995-1999 | 4-cyl radmotor DOHC 16V | 2259 cm³      | 158 hk | 206 Nm     | Bränsleinsprutning        |
| 620Di/SDi | 1997-1999 | 4-cyl radmotor SOHC 8V  | 1994 cm³      | 105 hk | 210 Nm     | Turbodiesel               |